# Sutherland (Zuid-Afrika)

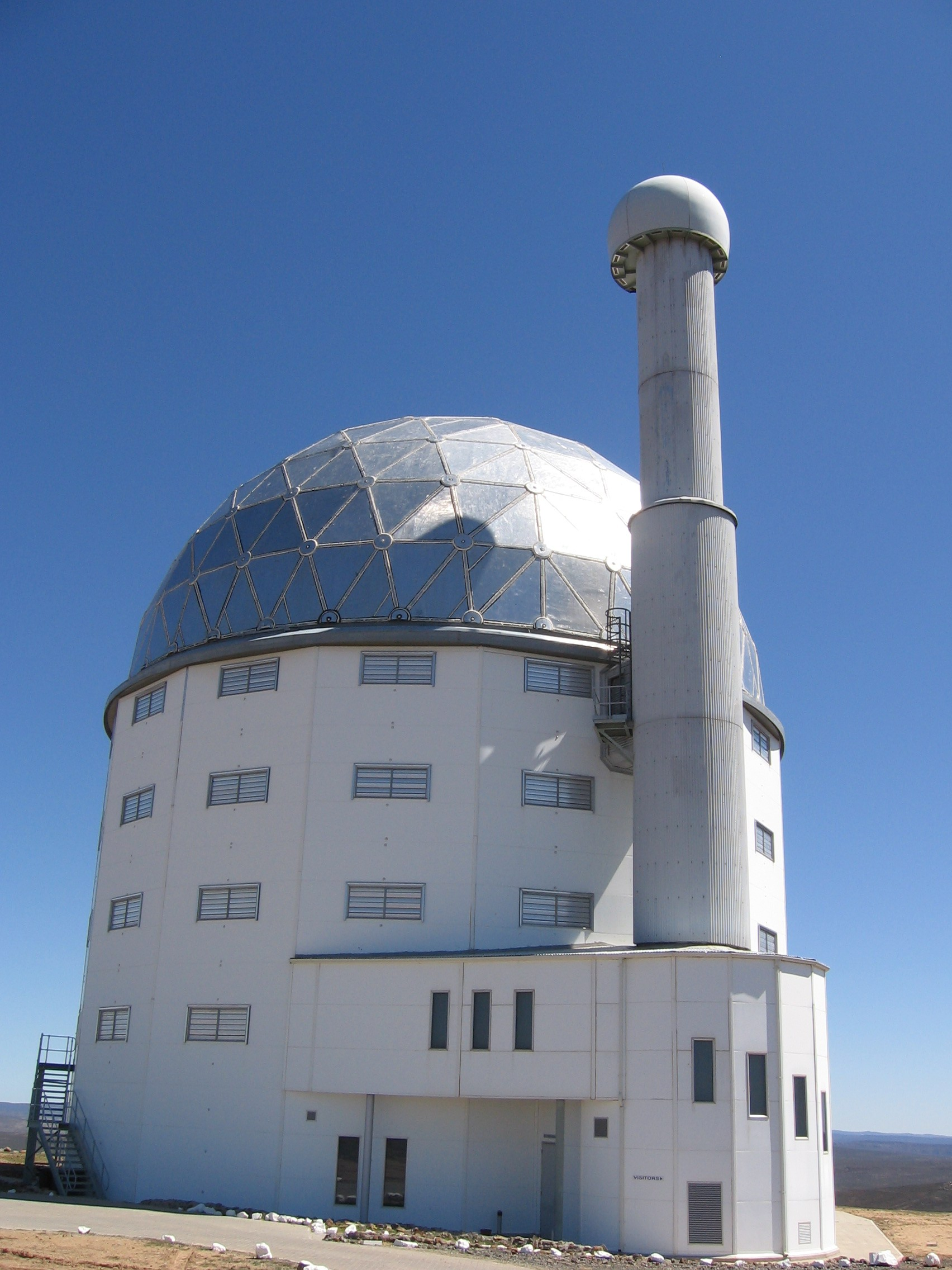
De koepel van de "Suider-Afrikaanse Groot Teleskoop" met een doorsnee van 25 meter.

Sutherland is een dorp gelegen in de gemeente Karoo Hoogland in de regio Karoo in de Zuid-Afrikaanse provincie Noord-Kaap. Het ligt in de westelijke Roggeveldbergen in de Karoo. Het staat bekend als het centrum van de sterrenkunde in Afrika. De belangrijkste economische activiteiten zijn toerisme en het houden van schapen. De laatste tijd is Sutherland populair geworden en veel Kaapstaders kopen huizen in het dorp en nog veel meer bezoeken het plaatsje in de weekeindes en op vakanties.

## Geschiedenis
Sutherland werd in 1857 gesticht op de grond van de boerderij "De List", als een nieuwe Nederduits-Gereformeerde kerkgemeente. Op 8 november 1858 werden de eerste percelen verkocht. Het dorp is vernoemd naar Ds. Henry Sutherland, predikant van de gemeente in Beaufort-Wes ten tijde van de afsplitsing van de gemeente Sutherland in 1855.
Dankzij haar afgelegen en droge ligging en een hoogte van 1.458 meter boven zeeniveau staat Sutherland bekend om haar nachtelijke hemel, die tot de helderste en donkerste ter wêreld behoort en zodoende uiterst geschikt is voor sterrekundigonderzoek.
In 1972 werd De Zuid-Afrikaanse Sterrewacht, ongeveer veertien kilometer buiten het dorp, geopend. Het was destijds een van de grootste op het zuidelijk halfrond. Sutherland huisvest vandaag de dag ook de "Suider-Afrikaanse Groot Teleskoop" (Engels: Southern African Large Telescope, SALT), de grootste enkele telescoop op het zuidelijk halfrond.

## Klimaat
Sutherland is een van de koudste plaatsen in Zuid-Afrika met sneeuwval en uiterste temperaturen van -16,4 °C in de winter. (Het koudste dorp is echter Buffelsfontein, waar al eens een minimumtemperatuur van -18,6 °C werd gemeten.)
De gemiddelde jaartemperatuur is Sutherland bedraagt 11,3 °C en de gemiddelde jaarlijkse minimumtemperatuur bedraagt 2,8 °C

## Geboren in Sutherland
- N.P. van Wyk Louw (1906-1970), Zuid-Afrikaanse dichter en schrijver en zijn broer W.E.G. van Wyk Louw zijn hier geboren. Hun geboortehuis, Louwhuis, is nu een museum.
- Adriaan Vlok (1937-2023), politicus
- Henry Olivier, ingenieur; zie ook het Museum Louwhuis hierboven

## Subplaatsen
Het nationaal instituut voor de statistiek, Stats SA, deelt sinds de census 2011 deze hoofdplaats in in zogenaamde subplaatsen (sub place), c.q. slechts één subplaats:
Sutherland SP.